# Garcia Mendiz de Eixo
Garcia Mendiz d' Eixo (o Mendes de Eixo) fue un noble y trovador portugués de los siglos XII y XIII, pertenece a la fase inicial de la poesía medieval ibérica y de la lírica en gallego-portugués.

## Biografía
Pertenece a uno de los linajes más importantes de Portugal en la Edad Media, es hijo de Mendo Gonçalves de Sousa y de Maria Rodrigues Veloso -de origen gallego y perteneciente a la casa de Traba-. Es el padre de los también trovadores Fernan Garcia Esgaravunha y Gonçalo Garcia. Formó parte de la corte de Sancho I hasta 1211. Con la llegada de Alfonso II al trono se exilia en la corte leonesa de Alfonso IX, regresando a la corte portuguesa en 1217 hasta su alejamiento del entorno cortesano durante el reinado de Sancho II. Falleció en 1239 siendo enterrado en el monasterio de Alcobaça.

## Obra
Tan solo se conserva una composición en provenzal recopilada en el Cancionero de la Biblioteca Nacional de Lisboa.